# Иудушка Головлёв
Иу́душка Головлёв (настоящее имя Порфирий Владимирович Головлёв) — герой романа М. Е. Салтыкова-Щедрина «Господа Головлёвы». Несмотря на то, что прозвище ассоциируется с апостолом Иудой, герой романа — отнюдь не библейский, он только «номинативно соотносится с Искариотом».
Прозвище Иудушка разделено на два слова — «Иуда» и «Душка».

## Общая характеристика
Джеймс Вуд называет Щедрина предшественником Кнута Гамсуна и модернистов:
Чем ближе Щедрин приближается к Порфирию, тем более непознаваемым он становится. В этом смысле Порфирий — модернистский прототип: персонаж, лишенный аудитории, отчуждённый актёр. Лицемер, который не знает, что он один, и которому некому сказать, что он один — что-то вроде революционного персонажа, поскольку у него нет «истинного» познаваемого «я», «постоянного» эго... На рубеже XIX и XX веков Кнут Гамсун, писатель, находящийся под сильным влиянием Достоевского и русского романа, изобрёл новый тип персонажей: безумные герои его романов «Голод» и «Мистерии» ходят повсюду и рассказывают о самих себе ложные изобличающие истории и фальшивят, хотя у них нет на то ясной причины... Таким образом, видна линия от Достоевского через Щедрина до Гамсуна.
В первой главе романа, давая характеристики всем Головлёвым, Салтыков-Щедрин сообщает, что Порфирий Владимирович был известен в семье под тремя именами: Иудушки, кровопивушки и откровенного мальчика. О внешности Иудушки автор не рассказывает, но обращает внимание на его взгляд, который пугает даже родную мать: «Не могу понять, что у него за глаза такие. <…> Взглянет — ну словно петлю накидывает. Так вот и поливает ядом…».
Постоянная игра в добродетель, выполнение ненужных ритуалов приводят к тому, что «герой становится „внешним человеком“, потерявшим индивидуальность». По утверждению Н. Ларионовой, предательство, лежащее в основе всех поступков Иудушки, — «непреднамеренное, неосознанное, но по силе своего воздействия — смертельное».
Образ Иудушки — пример злой сатиры. Этого персонажа часто сравнивают с такими литературными героями, как мольеровский Тартюф, Смердяков, Фома Опискин («Село Степанчиково и его обитатели»), Плюшкин. По словам литературоведа Алексея Бушмина, Иудушка «персонифицирует всякого рода предательство, лицемерие, замаскированное злодейство».

## Прототипы
Сам писатель говорил, что одним из прототипов Порфирия Владимировича является старший брат Дмитрий. «Ужели, наконец, не противно это лицемерие, эта вечная маска, надевши которую, этот человек одною рукою богу молится, а другою делает всякие кляузы?», — писал он о Дмитрии матери. Дмитрий Евграфович тоже не любил брата, называя его изменником дворянскому делу.
Возможно, в образе Иудушки использованы также черты отца Щедрина — Евграфа Васильевича, отличавшегося елейной набожностью.

## Образ в кино и театре
При экранизации романа Салтыкова-Щедрина фильм был назван именем главного героя — «Иудушка Головлёв» (режиссёр Александр Ивановский, 1933).
В театральных постановках роль Иудушки Головлёва в разные годы исполняли актёры Василий Андреев-Бурлак (Русский драматический театр, 1880), Иван Берсенёв (МХАТ 2-й, 1931), Владимир Кенигсон (Малый театр, 1976), Иннокентий Смоктуновский (МХАТ, 1987), Евгений Миронов (МХАТ, 2005).

## Публицистическое клише
Прозвища «Иудушка» и «Иудушка Головлёв» использовались в русской публицистической полемике конца XIX — начала XX века, например, в неопубликованном при жизни автора письме Владимира Ленина «О краске стыда у Иудушки Троцкого». Иудушкой Головлёвым публично называл философа Василия Розанова публицист Владимир Соловьёв.